# Constantin von Grewingk

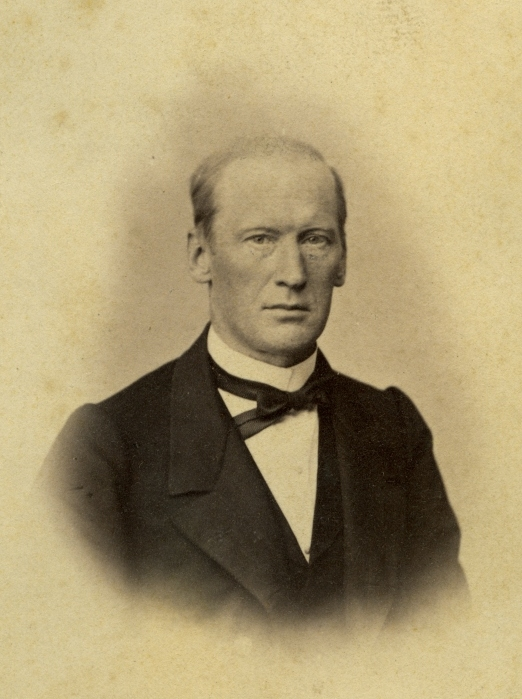
Constantin von Grewingk

Constantin Caspar Andreas von Grewingk (* 2. Januarjul. / 14. Januar 1819greg. in Viljandi, Estland; † 18. Junijul. / 30. Juni 1887greg. in Dorpat) war ein deutsch-baltischer Geologe und Mineraloge.

## Leben
Constantin Grewingks Familie war wahrscheinlich aus Holland nach Kurland eingewandert. Er besuchte das Landesgymnasium Birkenruh. Ab 1837 studierte er Mineralogie und Geologie an der Kaiserlichen Universität Dorpat und erwarb im Februar 1842 den cand. phil. mit der Arbeit Die Mitscherlich’sche Lehre von Homöomorphismus und deren Einfluß auf die Mineralogie. Er setzte sein Studium fort in Berlin, im Winter 1843/44 in Freiberg. Im Dezember 1843 erwarb er den Dr. phil. in Jena mit einer Arbeit Über Chromverbindungen.
Im April 1846 wurde er Konservator der mineralogischen Sammlung der k. Akademie der Wissenschaften in Sankt Petersburg. Er unternahm einige geologische Reisen. Aufgrund seiner Berichte wurde er 1854 zum Professor der Mineralogie und Geologie nach Dorpat berufen.
Bei seinen Untersuchungen betrieb er auch archäologische Forschung. Mit ihm beginnt in archäologischer Hinsicht die wissenschaftliche Erforschung der russischen Ostseeprovinzen.
Nach Constantin von Grewingk ist der Grewingk-Gletscher nahe Homer in Alaska benannt.

## Schriften
- Beitrag zur Kenntniss der orographischen und geognostischen Beschaffenheit der Nord-West-Küste Amerikas mit den anliegenden Inseln. Kray, St. Petersburg 1850.
  - englische Ausgabe: Grewingk’s Geology of Alaska and the Northwest Coast of America. Contributions Toward Knowledge of the Orographic and Geognostic Condition of the Northwest Coast of America, with the Adjacent Islands, übersetzt von Fritz Jaentsch, herausgegeben von Marvin Falk. University of Alaska Press, Fairbanks 2003, ISBN 1-889963-48-8.
- Geologie von Liv- und Kurland. Dorpat 1859.
- mit Carl Ernst Heinrich Schmidt: Über die Meteoritenfälle von Pillistfer, Buschhof und Igast in Liv- und Kurland. Heinrich Laakmann, Dorpat 1864 (Online; PDF; 6,2 MB).
- Steinalter der Ostseeprovinzen Liv-, Esth- und Kurlands und einiger angrenzenden Landstriche. Dorpat 1865.
- Zur Kenntniß der in Liv-, Esth- und Kurland aufgefundenen Steinwerkzeuge heidnischer Vorzeit. Dorpat 1871.
- Zur Archäologie des Balticums und Rußlands. In: Archiv für Anthropologie, Bd. 7 (1874), S. 59–109.